# Трибуле, Винни
Винни Трибуле (фр. Vinni Dugary Triboulet; род. 18 июня 1999, Дуала) — камерунский футболист, нападающий болгарского клуба «Берое».

## Карьера
В сезонах 2016/17 и 2017/18 играл за вторую команду клуба «Нанси» в пятом французском дивизионе. В своём дебютном матче за основную команду отличился забитым мячом — 30 ноября 2018 года в гостевой игре 16-го тура чемпионата Лиги 2 против «Орлеана» (2:1) открыл счёт на 43-й минуте. Вскоре, 19 декабря, подписал профессиональный контракт с «Нанси». В сезоне 2018/19 Лиги 2 провёл 12 матчей, забил 2 мяча, после чего был отдан в аренду бельгийскому «Виртону». После возвращения в «Нанси» в сезоне 2020/21 Лиги 2 забил 4 мяча и отдал 5 результативных передач в 33 матчах. В следующем сезоне участвовал в чемпионате Лиги 2 в 14 матчах, забил 1 гол, причём, сыграв в январе в двух кубковых матчах (в первом из них, в рамках 1/16 финала, в противостоянии с «Ренном», завершившимся победой «Нанси» в серии послематчевых пенальти, реализовал свой одиннадцатиметровый), в 2022 году на поле больше не появлялся. По итогам сезона 2021/22 команда выбыла в третий дивизион, Трибуле оказался в числе игроков, у которых истекли сроки действия контракта с клубом. До конца октября 2022 года он находился без команды, пока не перешёл в болгарский «Берое».